# Lancelot II Frezeau
 (mars 2022).
Lancelot II Frezeau est un noble et militaire français du XVe siècle lié à la famille de Laval. Il était chevalier, seigneur de La Frézelière, de Champagne en Loigné, de Souvigné, de la Buzardière, la Méchinottière, de la Volue, de Chasnay et des fiefs de Tubœuf, sire de Montjehan, gouverneur du Comté de Laval de 1417 à 1428, puis de 1429 à 1430. 

## Biographie

### Origine
Il est le fils aîné de Jean Lancelot Frezeau et de Marie Pointel. 
Les Frezeau ou Frezel étaient seigneurs de la Frezelière, paroisse de Loigné et le premier auteur connu de leur famille, Geoffroy, vivait en 1270. Il est qualifié du titre de miles dans le cartulaire de l'abbaye Saint-Serge d'Angers. Leurs armes sont Burelé d'argent et de gueules, à la cotice d'or sur le tout.

### Carrière
Il vivait en 1407, ainsi qu'il paraît dans la grâce qu'il reçut de Louis II d'Anjou, pour comparaître aux plaids de Montchevrier, à raison de sa terre de la Volue en Nuillé-sur-Vicoin. 
Il épousa Jeanne de Thubœuf, dame de la Volue, de Chasnay, dont il eut des enfants. Devenu veuf il se remaria avec Marie Pappin, dame de Montjean, la Macheferrière, du  Parvis, de Saint-Saturnin et de la Bodinière en Craonnais, veuve en premières noces de Jean de Landivy IVe du nom, en deuxième noces de Jean de Feschal, et en troisième noces de Guy de Montjean, seigneur de Pommerieux. 
Lancelot Frezeau n'eut point d'enfants de cette seconde union.
Il est gouverneur de Laval pendant une partie du règne de Guy XIV de Laval. Charles Maucourt de Bourjolly le cite au nombre des capitaines et officiers qui commandaient les troupes conduites par Guy de Laval-Loué, seigneur de Montjean. Pendant son gouvernement, Laval est prise par lesd Anglais en 1428.
Lancelot Frezeau était un capitaine reconnu. Dans les lettres qu'Anne de Laval lui écrivait, elle le qualifiait de cher et bien amé cousin et le roi Charles VII de France, envoyant à lui et à son fils une lettre de grâce, pour rentrer dans la dixme de Loigné, le nomme chevalier sans reproches..

## Source
- « Lancelot II Frezeau », dans Alphonse-Victor Angot et Ferdinand Gaugain, Dictionnaire historique, topographique et biographique de la Mayenne, Laval, A. Goupil, 1900-1910 [détail des éditions] (BNF 34106789, présentation en ligne)